# Мерцедес-Бенц
Вижте пояснителната страница за други значения на Mercedes-Benz.
„Мерцедес-Бенц“ (на немски: Mercedes-Benz, произношение [mɛʁˈtseːdəs ˈbɛnts] или |dɛs-|) е търговска марка и едноименна компания – производител на премиум автомобили, камиони, автобуси и други превозни средства, който е част от немския концерн „Мерцедес-Бенц Груп“. Това е една от най-разпознаваемите автомобилни марки в света.. Централата на Mercedes-Benz се намира в Щутгарт, Баден-Вюртемберг, Германия.
Наименованието на марката е прието през 1926 година в резултат от сливането на две конкуриращи се фирми, „Бенц & Сие“ (основана от Карл Бенц) и „Даймлер Моторен Гезелшфт“ (основана от Готлиб Даймлер), в общ концерн – Даймлер-Бенц. Названието на марката е образувано от имената на двата най-значими автомобила на обедините компании – „Мерцедес“ от 1901 година и Бенц Патент-Моторваген от 1886 година.
През 2018 година марката „Мерцедес-Бенц“ е оценявана на 48,601 милиарда щ.д., заемайки второ място (след Тойота) сред компаниите производители на автомобили и осмо място сред всички световни марки. По оценка на „БрандЗ“, през 2018 година марката влиза в списъка „Топ 100 най-скъпи световни марки“, където заема 46-о място сред най-скъпите марки със стойност 25,684 милиарда щ.д. През 2019 година марката „Мерцедес-Бенц“ се оценява на 60,355 милиарда щ.д., заемайки първо място в рейтинга на компаниите производители на автомобили. През януари 2023 година марката по оценка на „Бранд Файнанс“ заема второ място сред автобрандовете, оценява се на 58,8 милиарда щ.д., отстъпвайки първото място на „Тесла“.

## Раждане на автомобила
- 1 октомври 1883 – Карл Бенц основава компанията Benz & Co Rheinische Gasmotorenfabrik в Манхайм заедно с бизнесмена Макс Каспар Розе и търговеца Фридрих Вилхелм Еслингер.
- 16 декември и 23 декември 1883 – Готлиб Даймлер защитава свой „Газов двигател със запалване в горивна камера“ с патент „DRP No. 28022“. Също получава патент „DRP No. 28243“ за системата „Регулиране на скоростта на двигателя с помощта на изпускателен клапан“. Тези два патента са основата за първия бързооборотен двигател с вътрешно горене.
- 29 август 1885 – Даймлер регистрира „Reitwagen“ за „газов или бензинов двигател“ като патент „DRP No. 36423“.
- 29 януари 1886 – За своята триколесна моторна каляска Карл Бенц получава патент „DRP No. 37435“ – „свидетелство за раждане“ на автомобила.
- 1886 – Карета с двигател на Даймлер.
- 1888 – Берта Бенц и двамата ѝ синове Ойген и Рихард тръгват в най-дългото пътешествие в дотогавашната автомобилна история. Тя използва патентования автомобил на Бенц и пътува от Манхайм до Пфорцхайм.
- 29 септември 1888 – След като Даймлер лицензира пакет за САЩ, Уилям Стейнвей основава Daimler Motor Company на Лонг Айлънд, Ню Йорк.
- 1889 – Готлиб Даймлер представя новия двуцилиндров V-образен двигател, с 1,5 конски сили, при 600 оборота в минута.
- 1889 – Автомобил „Daimler“ с метални колела. Следствие на разработката, която реализират Даймлер и Майбах, те поставят метални колела и двуцилиндров V-образен двигател.
- 1890 – Вилхелм Майбах построява първият 4-цилиндров двигател. Двигателят е с тегло 153 kg и мощност от 5 к.с. при 620 об/мин.
- 28 ноември 1890 – Нотариален сертификат от Щутгарт, Daimler-Motoren-Gesellschaft е официално регистрирана.
- 1892 – Вилхелм Майбах и Готлиб Даймлер разработват образец на двигател Phoenix, който да бъде поставян в автомобили, камиони, кораби и самолети.
- 26 май 1893 – Британският бизнесмен Фредерик Ричард Симс открива Daimler Motor Syndicate Ltd. в Лондон. Създаването му ознаменува зората на британската автомобилна промишленост, въпреки че в началото компанията не произвежда автомобили. Карл Бенц получава патент „DRP No. 73515“ за двойната кормилна кутия и започва да произвежда автомобилите „Victoria“. Вилхелм Майбах разработва нова система за подаване на гориво – предшественик на днешния карбуратор.

- 1894 – Бенц патентова Benz Velo, първият сериен четириколесен автомобил в света.
- 22 юли 1894 – Преходът на автомобили между Париж и Руан става първото автомобилно състезание. 21 участници стартират, 15 финишират, вкл. девет с лицензирания двигател на Daimler Panhard-Levassor.
- 18 март 1895 – Daimler-Motoren-Gesellschaft доставя в Кронщат първия в света камион с двуцилиндров двигател, и мощност 4 к.с.
- 1897 – „Daimler-Motoren-Gesellschaft“ представя „Phoenix“ – първият автомобил с предно разположен двигател.
- 16 юни 1897 – Първото моторизирано такси, „Daimler Victoria“ с табела „Taxi“, тръгва в Щутгарт. Използва модерния таксиметър, изобретен и усъвършенстван от трима немски изобретатели; Вилхелм Фридрих Недлер, Фердинанд Денкер и Фридрих Вилхелм Густав Брюн.[12]
- Benz & Co разработва първия двигателен цилиндър, който Бенц нарича „contra engine“, където цилиндрите са разположени един срещу друг.
- 1 октомври 1898 – „Daimler-Motoren-Gesellschaft“ поставя първия 4-цилиндров двигател в автомобил „Daimler Phoenix“.

## Модели

### Настоящи модели
Mercedes-Benz има цяла гама от пътнически автомобили, лекотоварни и тежкотоварни автомобили. Превозните средства се произвеждат в цял свят. Марките Smart (за градски автомобили) и Maybach са също произвеждани от Daimler AG.

#### Пътнически автомобили
Следните леки и лекотоварни автомобили са в производство през 2018 г.:
Средни
- A-класа
- CLA-класа

Големи
- C-класа

Висок среден клас
- E-класа
- CLS-класа

Луксозни
- S-класа

Спортни
- SLC-класа
- SL-класа

Многофункционални
- Citan
- B-класа

С повишена проходимост
- GLA-класа
- GLC-класа
- GLE-класа
- GLS-класа
- G-класа

Пикапи
- X-класа

Микробуси
- Vito
- Sprinter

#### Камиони
През декември 2021 г. подразделението Daimler Trucks & Buses се отделя от бившия Daimler AG. Daimler Truck Holding AG, един от най-големите производители на търговски превозни средства с глобален обхват, сега е независима компания. Готлиб Даймлер продава първия в света камион през 1886 г.

#### Автобуси
Mercedes-Benz също произвежда автобуси главно за Европа и Азия. Първият завод, построен извън Германия след Втората световна война, е в Аржентина. Първоначално там се произвеждали камиони, много от които били модифицирани независимо в автобуси, известни като Colectivo. В днешно време Mercedes-Benz произвежда автобуси, камиони и ванове Sprinter.
Mercedes-Benz произвежда автобуси от 1895 в Манхайм в Германия. От 1995 г. марката на Mercedes-Benz автобусите е под шапката на EvoBus GmbH, принадлежащи 100% на Daimler AG. Освен това DaimlerChrysler AG е производството на автобуси с марката Mercedes-Benz в Турция. Mercedes-Benz Türk е основана в Истанбул през 1967 г. като Otomarsan, тя започва производство на O 302 тип автобуси през 1968 година.
През 1995 г. Daimler-Benz Bus и гама автобуси и Kässbohrer Bus дивизия се обединяват, за формиране на EvoBus GmbH. И Mercedes-Benz и Setra продължават да функционират отделно на пазара за известно време.
Една година по-късно EvoBus е сформирана, първото от новата гама автобуси от Mercedes-Benz са представени – на Интегро (O550) селски-автобусна линия, по-късно се присъедини с три моста и 15-метрова версия. Освен Интегро, EvoBus също представи Mercedes-Benz O405 NUL (двойна ос дълго нисък под селски-автобусна линия), O405 NK (компактен градски автобус) и Innovisia (подобрена версия на O404). The Innovisia е първият автобус, оборудван със система за окачване ABC. Малко след Citaro градските услуги нископодов автобус беше открита. Това е първият градски автобус оборудвани с CAN шина за данни.

### Модели автобуси
- O317
- O321H
- O322
- O326
- O302
- O303
- O305 & O305G
- O307
- O309
- O340
- O352
- O355
- O362
- O364
- O365
- O370R, O370RS, O370RSD
- O371U, O371UP, O371UL, O371R, O371RS, O371RSL, O371RSE and O371RSD
- O400UP, O400UPA, O400R, O400RS, O400RSL, O400RSE and O400RSD
- O404
- O405, O405G, O405N, O405GN, O405N2, O405GN2 and O405NH
- O407
- O408
- Conecto (O345)
- Tourismo (O350)
- Tourino (O510)
- Cito (O520)
- Citaro (O530 series)
- Integro (O550)
- Intouro (O560)
- Travego (O580)
- Touro (OC500RF 1836/1842/2542 raised-floor modular bus chassis)
- OC500LE 1825h/1828h/1830h/1825hG low-entry modular bus chassis (also known as O500LE, soon to be accompanied by an articulated version)
- OC500LF/OC500LF (A) low-floor modular bus chassis
- O500 M (1725/1726/1728/1732), O500 R (1830/1833), O500 RS (1833/1836), O500 RSD (2036/2236/2242) and O500 MA (2836)
- O500 U (1725/1726 low-entry modular bus chassis) and O500 UA (2836 low-entry articulated modular bus chassis)
- OF series front-engine bus
- OH series rear-engine bus

### Популярни модели
- 1928: SSK – състезателен автомобил
- 1930: 770 „Großer Mercedes“
- 1934: 500 K
- 1936: 260 D – първият дизелов автомобил в света
- 1936: W136 170
- 1938: W195 Rekordwagen
- 1951: Mercedes-Benz 300, още познат като „Adenauer Mercedes“
- 1953: „Ponton“ модели
- 1954: 300SL „Gullwing“
- 1959: „Fintail“ модели
- 1960: 220SE Cabriolet
- 1963: 600 „Grand Mercedes“
- 1963: W113 230SL „Pagoda“
- 1965: Mercedes-Benz S-класа
- 1966: 300SEL 6.3
- 1968: W114 – „ново поколение“ компактни автомобили
- 1969: C111 – експериментален автомобоил
- 1972: Mercedes-Benz W107 350SL
- 1974: 450SEL 6.9
- 1975: Mercedes-Benz W123 Combi – Първото комби на Mercedes-Benz
- 1978: 300SD – Първият турбо-дизелов автомобил на Mercedes-Benz
- 1979: 500SEL и Mercedes-Benz G-класа
- 1983: 190E 2.3 – 16
- 1991: W140 600SEL
- 1995: C43 AMG – Първият автомобил от вече обединените Mercedes-Benz и AMG
- 1995: Mercedes-Benz SL73 AMG – 7.3 V12 (най-големият двигател слаган някога в автомобил на Mercedes-Benz)
- 1996: Mercedes-Benz SLK-класа
- 1997: Mercedes-Benz A-класа и Mercedes-Benz M-класа
- 2004: Mercedes-Benz SLR McLaren и CLS-класа
- 2007: BlueTEC (двигатели на Mercedes-Benz – E320, GL320 BlueTEC, ML320 BlueTEC, R320 BlueTEC
- 2010: Mercedes-Benz SLS AMG

### Номенклатура на класовете автомобили
До преди 1994 г. Mercedes-Benz използват цифро–буквена система за категоризиране на своите автомобили, състояща се от последователност от цифри, показващи обема на двигателя в литри, умножен по 100. След последователността от цифри има буквени наставки, показващи вида на купето и двигателя.
- „C“ (немски: Cabriolet) се използва за купе или кабриолет
- „D“ (немски: Diesel) се използва за дизелов двигател
- „E“ (немски: Einspritzen) показва, че двигателят е бензинов с инжекция. В повечето случаи (лимузината Mercedes-Benz 600 е изключение). Ако няма „E“ или „D“ като означение, двигателят е бензинов с карбуратор.
- „G“ (немски: Geländewagen) използва Geländewagen офроуд автомобили.
- „K“ (немски: Kompressor – суперчарджър) се използвал през 30-те години на XX век, за да покаже наличието на суперчарджър. Изключение е SSK, където K означава „Kurz“ (късо междуосие).
- „L“ (немски: Leicht – лек) при спортните модели и (Lang – дълго междуосие) при седаните.
- „R“ (немски: Rennen – състезание) се използва при състезателните автомобили. Например: 300SLR.
- „S“ (немски: Sonderklasse – специална класа) използва за флагманите си.
- „T“ (немски: Touring) се използва за комби моделите.

Някои модели имат допълнително означение за свои специални характеристики:
- „4MATIC“ показва автомобили, оборудвани със задвижване на четирите колела.
- „BlueTEC“ показва наличието на дизелов двигател с избирателно намаляване на отработените газове.
- „BlueEFFICIENCY“ показва модели с различни системи за намаляване на разхода на гориво (директно впръскване, старт-стоп система, модификации на аеродинамиката и др.)
- „CGI“ (Заредена бензинова инжекция). Показва наличието на директна бензинова инжекция.
- „CDI“ (Директно впръскване с обща рейка). Показва наличието на common-rail дизелов двигател.
- „Hybrid“ показва, че автомобилът е бензино- или дизело-електрически хибрид.
- „NGT“ показва, че двигателят работи с природни газове.
- „Kompressor“ показва наличието на двигател с принудително пълнене – суперчарджър, задвижван чрез ремък от двигателя.
- „Turbo“ показва наличието на двигател с принудително пълнене – турбокомпресор, задвижван от изгорелите газове. Използва се само при моделите А-, B-, C-, E- и GLK-класа.

### Спорт
Mercedes-Benz е първият автомобилен производител, участвал в автомобилно състезание – Париж – Руен през 1894 г.